# Kassim M'Dahoma
Kassim M'Dahoma (Marsiglia, 26 gennaio 1997) è un calciatore comoriano con cittadinanza francese, difensore dell'Aubagne e della nazionale comoriana.

## Carriera

### Club
Ha giocato nella prima divisione rumena con il Botoșani e nella terza divisione francese.

### Nazionale
Ha esordito con la nazionale comoriana il 4 luglio 2017 in occasione dell'amichevole persa 2-0 contro il Togo; è stato convocato per la Coppa delle nazioni africane 2021.

## Statistiche

### Cronologia presenze e reti in nazionale
| Cronologia completa delle presenze e delle reti in nazionale ― Comore | Cronologia completa delle presenze e delle reti in nazionale ― Comore | Cronologia completa delle presenze e delle reti in nazionale ― Comore | Cronologia completa delle presenze e delle reti in nazionale ― Comore | Cronologia completa delle presenze e delle reti in nazionale ― Comore | Cronologia completa delle presenze e delle reti in nazionale ― Comore | Cronologia completa delle presenze e delle reti in nazionale ― Comore | Cronologia completa delle presenze e delle reti in nazionale ― Comore |
| Data                                                                  | Città                                                                 | In casa                                                               | Risultato                                                             | Ospiti                                                                | Competizione                                                          | Reti                                                                  | Note                                                                  |
| --------------------------------------------------------------------- | --------------------------------------------------------------------- | --------------------------------------------------------------------- | --------------------------------------------------------------------- | --------------------------------------------------------------------- | --------------------------------------------------------------------- | --------------------------------------------------------------------- | --------------------------------------------------------------------- |
| 4-6-2017                                                              | Marsiglia                                                             | Togo                                                                  | 2 – 0                                                                 | Comore                                                                | Amichevole                                                            | -                                                                     | 46’                                                                   |
| 13-10-2018                                                            | Casablanca                                                            | Marocco                                                               | 1 – 0                                                                 | Comore                                                                | Qual. Coppa d'Africa 2019                                             | -                                                                     |                                                                       |
| 17-11-2018                                                            | Moroni                                                                | Comore                                                                | 2 – 1                                                                 | Malawi                                                                | Qual. Coppa d'Africa 2019                                             | -                                                                     |                                                                       |
| 23-3-2019                                                             | Yaoundé                                                               | Camerun                                                               | 3 – 0                                                                 | Comore                                                                | Qual. Coppa d'Africa 2019                                             | -                                                                     |                                                                       |
| 6-9-2019                                                              | Moroni                                                                | Comore                                                                | 1 – 1                                                                 | Togo                                                                  | Qual. Mondiali 2022                                                   | -                                                                     |                                                                       |
| 10-9-2019                                                             | Lomé                                                                  | Togo                                                                  | 2 – 0                                                                 | Comore                                                                | Qual. Mondiali 2022                                                   | -                                                                     | [ 1 ]                                                                 |
| 12-10-2019                                                            | Conakry                                                               | Guinea                                                                | 0 – 1                                                                 | Comore                                                                | Amichevole                                                            | -                                                                     |                                                                       |
| 14-11-2019                                                            | Lomé                                                                  | Togo                                                                  | 0 – 1                                                                 | Comore                                                                | Qual. Coppa d'Africa 2021                                             | -                                                                     |                                                                       |
| 18-11-2019                                                            | Moroni                                                                | Comore                                                                | 0 – 0                                                                 | Egitto                                                                | Qual. Coppa d'Africa 2021                                             | -                                                                     |                                                                       |
| 11-10-2020                                                            | Tunisi                                                                | Comore                                                                | 2 – 1                                                                 | Libia                                                                 | Amichevole                                                            | -                                                                     |                                                                       |
| 11-11-2020                                                            | Nairobi                                                               | Kenya                                                                 | 1 – 1                                                                 | Comore                                                                | Qual. Coppa d'Africa 2021                                             | -                                                                     |                                                                       |
| 15-11-2020                                                            | Moroni                                                                | Comore                                                                | 2 – 1                                                                 | Kenya                                                                 | Qual. Coppa d'Africa 2021                                             | -                                                                     |                                                                       |
| 25-3-2021                                                             | Iconi                                                                 | Comore                                                                | 0 – 0                                                                 | Togo                                                                  | Qual. Coppa d'Africa 2021                                             | -                                                                     |                                                                       |
| 29-3-2021                                                             | Il Cairo                                                              | Egitto                                                                | 4 – 0                                                                 | Comore                                                                | Qual. Coppa d'Africa 2021                                             | -                                                                     |                                                                       |
| 1-9-2021                                                              | Iconi                                                                 | Comore                                                                | 7 – 1                                                                 | Seychelles                                                            | Amichevole                                                            | -                                                                     |                                                                       |
| 7-9-2021                                                              | Iconi                                                                 | Comore                                                                | 1 – 0                                                                 | Burundi                                                               | Amichevole                                                            | -                                                                     |                                                                       |
| 13-11-2021                                                            | Sapanca                                                               | Comore                                                                | 2 – 0                                                                 | Sierra Leone                                                          | Amichevole                                                            | -                                                                     | 74’                                                                   |
| 10-1-2022                                                             | Yaoundé                                                               | Comore                                                                | 0 – 1                                                                 | Gabon                                                                 | Coppa d'Africa 2021 - 1º turno                                        | -                                                                     | 76’                                                                   |
| 14-1-2022                                                             | Yaoundé                                                               | Marocco                                                               | 2 – 0                                                                 | Comore                                                                | Coppa d'Africa 2021 - 1º turno                                        | -                                                                     |                                                                       |
| 18-1-2022                                                             | Garoua                                                                | Ghana                                                                 | 2 – 3                                                                 | Comore                                                                | Coppa d'Africa 2021 - 1º turno                                        | -                                                                     |                                                                       |
| 25-3-2022                                                             | Iconi                                                                 | Comore                                                                | 2 – 1                                                                 | Etiopia                                                               | Amichevole                                                            | -                                                                     |                                                                       |
| 3-6-2022                                                              | Iconi                                                                 | Comore                                                                | 2 – 0                                                                 | Lesotho                                                               | Qual. Coppa d'Africa 2023                                             | -                                                                     |                                                                       |
| 7-6-2022                                                              | Lusaka                                                                | Zambia                                                                | 2 – 1                                                                 | Comore                                                                | Qual. Coppa d'Africa 2023                                             | -                                                                     | 40’                                                                   |
| 24-3-2023                                                             | Bouaké                                                                | Costa d'Avorio                                                        | 3 – 1                                                                 | Comore                                                                | Qual. Coppa d'Africa 2023                                             | -                                                                     | 49’ 79’                                                               |
| 17-6-2023                                                             | Johannesburg                                                          | Lesotho                                                               | 0 – 1                                                                 | Comore                                                                | Qual. Coppa d'Africa 2023                                             | -                                                                     |                                                                       |
| 17-11-2023                                                            | Iconi                                                                 | Comore                                                                | 4 – 2                                                                 | Rep. Centrafricana                                                    | Qual. Mondiali 2026                                                   | 1                                                                     | 77’                                                                   |
| 21-11-2023                                                            | Iconi                                                                 | Comore                                                                | 1 – 0                                                                 | Ghana                                                                 | Qual. Mondiali 2026                                                   | -                                                                     |                                                                       |
| 7-6-2024                                                              | Soweto                                                                | Madagascar                                                            | 2 – 1                                                                 | Comore                                                                | Qual. Mondiali 2026                                                   | -                                                                     |                                                                       |
| 11-6-2024                                                             | Oujda                                                                 | Ciad                                                                  | 0 – 2                                                                 | Comore                                                                | Qual. Mondiali 2026                                                   | -                                                                     | 89’                                                                   |
| 4-9-2024                                                              | El Jadida                                                             | Comore                                                                | 1 – 1                                                                 | Gambia                                                                | Qual. Coppa d'Africa 2025                                             | -                                                                     |                                                                       |
| 9-9-2024                                                              | Radès                                                                 | Madagascar                                                            | 1 – 1                                                                 | Comore                                                                | Qual. Coppa d'Africa 2025                                             | -                                                                     |                                                                       |
| 11-10-2024                                                            | Radès                                                                 | Tunisia                                                               | 0 – 1                                                                 | Comore                                                                | Qual. Coppa d'Africa 2025                                             | -                                                                     | 65’                                                                   |
| 15-10-2024                                                            | Abidjan                                                               | Comore                                                                | 1 – 1                                                                 | Tunisia                                                               | Qual. Coppa d'Africa 2025                                             | -                                                                     | 6’ 78’                                                                |
| 15-11-2024                                                            | Berkane                                                               | Gambia                                                                | 1 – 2                                                                 | Comore                                                                | Qual. Coppa d'Africa 2025                                             | -                                                                     |                                                                       |
| 20-3-2025                                                             | Berkane                                                               | Comore                                                                | 0 – 3                                                                 | Mali                                                                  | Qual. Mondiali 2026                                                   | -                                                                     | 87’                                                                   |
| Totale                                                                |                                                                       | Presenze                                                              | 35                                                                    |                                                                       | Reti                                                                  | 1                                                                     |                                                                       |